# Alto Paraguai (departamento)
Alto Paraguai (em castelhano: Alto Paraguay) é uma subdivisão administrativa do Paraguai. A capital do Departamento é a cidade de Fuerte Olimpo.

## História
Em 7 de dezembro de 1973, a Lei nº 426 dividiu o país em 17 departamentos, 14 dos quais faziam parte da Região Leste e 3 da Região Oeste. Entre os 3 departamentos da Região Oeste, se incluía o Departamento do Alto Paraguai, com capital em Fuerte Olimpo.

## Geografia

### Clima
O clima do departamento é tropical. As temperaturas máximas excedem bem 40 °C. As chuvas são escassas no centro, com uma média de 600mm, e mais abundantes para o leste, sendo 1000mm no sul.

### Hidrografia
O rio Paraguai margeia o Departamento por uma extensão de cerca de 500 km. Na região existem também grandes lagoas, como: El Imacata, General Díaz, Carlos A. López e Morocha. As águas da maioria das lagoas não são aptas para o consumo, pois são salgadas. Importantes riachos desembocam no rio Paraguai, alguns deles são: Periquito, Yacare, San Carlos, Alegre e Mosquito. No noroeste existe o rio Lageranza e no sul o rio Melo, ambos não navegáveis.

### Localização
O departamento se localiza na porção mais a norte do país. Limita ao norte com a Bolívia; ao sul com os departamentos de Boquerón e Presidente Hayes; à leste com o Brasil, fronteira demarcada pelo Rio Paraguai; à oeste com o departamento de Boquerón.

## Subdivisões
O departamento é dividido em quatro distritos:
| Distritos       | Superfície (km²) | População (2019) |
| --------------- | ---------------- | ---------------- |
| Bahía Negra     | 35 057           | 2 506            |
| Carmelo Peralta | 4 798            | 4 527            |
| Fuerte Olimpo   | 24 271           | 4 445            |
| Puerto Casado   | 18 223           | 6 407            |
| Total           | 82 349           | 17 886           |

## Economia
O setor primário é o principal setor da economia do departamento, se destacando a criação de gado, que representa uma fatia de 90% da economia local. É o único departamento do país que não conta com nenhum tipo de indústria. Outra atividade econômica é a agricultura, a qual incluí a produção de algodão e soja, além da de subsistência, sendo praticada em pequena escala.

## Infraestrutura

### Transporte
O departamento é servido por apenas uma rodovia, a Rota XV, que vai até o departamento de Boquerón. O Rio Paraguai também é muito utilizado para fins logísticos.